# Ґіже (гміна Свентайно)
Ґіже (пол. Giże) — село в Польщі, у гміні Свентайно Олецького повіту Вармінсько-Мазурського воєводства.
Населення — 233 особи (2011).
У 1975-1998 роках село належало до Сувальського воєводства.

## Демографія
Демографічна структура станом на 31 березня 2011 року:
|          | Загалом | Допрацездатний вік | Працездатний вік | Постпрацездатний вік |
| -------- | ------- | ------------------ | ---------------- | -------------------- |
| Чоловіки | 122     | 30                 | 85               | 7                    |
| Жінки    | 111     | 29                 | 61               | 21                   |
| Разом    | 233     | 59                 | 146              | 28                   |